# بینش پس از خطبه
بینش پس از خطبه (انگلیسی: Vision After the Sermon) یا کشتی گرفتن یعقوب با فرشته (انگلیسی: Jacob Wrestling with the Angel) یک نقاشی رنگ روغن از پل گوگن نقاش فرانسوی است که سال ۱۸۸۸ کشیده شد و اکنون در نگارخانه ملی اسکاتلند در ادینبرا نگهداری می‌شود.